# Lawrie Peckham
Lawrie Peckham, född 4 december 1944, är en friidrottare från Australien. Han deltog vid olympiska sommarspelen 1964, olympiska sommarspelen 1968 och olympiska sommarspelen 1972.